# 亚洲骄傲
亚洲骄傲（Asian pride）是一个鼓励庆祝亚洲种族和文化的术语，其内涵和起源多种多样。在国际关系中，它可能涉及推进泛亚洲主义和批判西方。在美国，这一概念起源于反主流文化，旨在反对刻板印象并赋权亚裔美国人。这个术语在现代通过嘻哈文化流行起来，倡导对亚裔美国人身份的积极态度。短语“有米饭吗？”（Got Rice?）成为文化身份和骄傲的象征，通常与亚洲骄傲相联系。它幽默地提到了米饭作为亚洲文化中主食的象征。这一术语被用于T恤活动，并被视为亚裔美国人定义自己身份、反击刻板印象的一种方式。

## 国际用法
亚洲骄傲是一个可以涵盖多个主题的广义术语。在国际关系背景下，亚洲骄傲可以体现在亚洲政治中，通过对西方的强烈批评来推进泛亚主义的发展。
虽然“亚洲骄傲”这一术语常与国际关系和泛亚主义的发展联系在一起，但它在亚裔美国人社区中也具有重要意义。这个概念成为连接亚洲移民与亚裔美国人在美国经历的一座桥梁，反映了来自不同亚洲国家的移民及其后代共同的经历。他们在这一过程中不断探索身份认同、归属感以及文化自豪感的问题。
对于许多亚裔美国人来说，“亚洲骄傲”的概念象征着一种赋权与文化庆祝的力量。它是对历史上的歧视、刻板印象以及许多亚裔美国人在美国所经历的“异类”感的回应。通过拥抱“亚洲骄傲”，亚裔美国人社区中的个人重拾他们的文化遗产，并坚定地宣扬自己的独特身份。

## 美国
泛族裔的亚裔美国人概念并未被许多在美国的亚裔美国人所接受。

### 黄色力量
在美国，这个术语起源于20世纪60年代亚裔美国人参与的反文化运动。当时正值黑人权力运动兴起，亚裔美国人看到了该运动对非裔美国人文化和整个社会的影响，拒绝被称为“东方人”和“黄祸”的刻板印象。他们使用“亚洲骄傲”和“黄色力量”等术语来推动亚裔美国人的自我赋权。

### 嘻哈文化
在美国，“亚洲骄傲”（也写作 AZN Pride）一词的现代用法是一种对亚裔美国人身份的积极认同。该术语受到美国西部亚裔美国人社区中嘻哈文化的影响，并随着一种不具体指某种特定族裔（例如越南人或苗族）的亚裔美国人泛族裔概念的兴起而产生。这一概念在20世纪后期受到了诸如《Yolk》和《Giant Robot》杂志等出版物的影响。一个具体的体现是“有米饭吗？”（Got Rice?）这一说法，它借鉴了广告宣传语“有牛奶吗？”（Got Milk?）。年轻一代亚裔美国人从自己的亚裔身份中找到力量。该术语的另一种用法是是格雷格·帕克（Greg Pak） 的《亚洲骄傲色情！》（Asian Pride Porn！），这部作品通过政治正确的色情模仿，将亚裔美国人以积极的形象呈现出来，以对抗20世纪后期主流媒体中对亚裔的刻板描绘。有时，这种现象是由于亚裔美国青年在周围主流文化中感受到与众不同而产生的。
该术语通常带有负面含义，用来形容那些只愿意与亚裔美国人建立关系的人，这种立场得到了大多数亚裔美国人的支持，但排除了可能的多元化关系。此外，该术语还被批评为主要是一种营销噱头，“极易受到模范少数族裔指控”的攻击，并助长了种族歧视性称呼的使用。
该术语被一些洛杉矶的菲律宾裔美国帮派成员采用，用于帮助他们构建自己的族裔身份。此外，它还被用作佛罗里达州和科罗拉多州某些帮派的名称。

### 有米饭吗？
短语“有米饭吗?”（Got Rice?）是由亚裔美国青年Jonny Ngo在20世纪90年代创造的术语和图像艺术作品，其灵感来源于1993年加州牛奶委员会发起的“Got Milk?”广告活动。此后，这一短语逐渐成为亚裔美国人文化身份与文化自豪感的象征，尤其在互联网上被广泛使用。它通常与亚洲骄傲口号一起被提及。
这句话的幽默之处在于，米饭是许多亚洲文化的主食。因此，这句口号可以看作是亚裔美国人对美国媒体和广告的文化回应。
还有一首名为“Got Rice?”的恶搞歌曲，通常被称为 AZN Pride，它采样了2Pac的《Changes》。这首歌最早可以追溯到2000年，被描述为嘻哈音乐流派；它也被认为是亚裔美国人，特别是华裔美国人，接受和适应嘻哈文化的一个例子。由于使用了“AZN”这一术语——这一术语并未被所有亚裔美国人完全接受，因此这首歌也被称为“讽刺性地支持亚裔”的作品。冯氏兄弟于 2010 年发布了这首歌的改编版本。

### T 恤衫活动
虽然这个短语最初可能作为亚裔美国人的俚语出现，但第一次引人注目的使用是在亚裔美国人杂志《Yolk》发起的T 恤衫宣传活动中。
很快，其他亚裔美国人组织也开始宣传这个短语，并出售类似的 T 恤设计。这些组织及其支持者希望通过 T 恤来以一种有趣的方式宣传亚裔美国人的文化传统：
“政治性T恤不一定都需要那么直白。洛杉矶小东京的日本裔美国人国家博物馆提供了一系列更加温和、亲切的T恤，纪念日本裔美国人传统中有趣和严肃的一面。在最受欢迎的设计中，一款成人和婴儿T恤上印有乳糖解放运动的口号‘Got Rice?’。”
许多亚裔美国人社区成员认为这一设计是亚裔美国人文化和身份可行性取得重大进展的证明；因为在此之前，身份往往是通过主流社会的刻板印象强加给亚裔的，而“Got Rice?” T恤则是亚裔美国人试图定义自己身份并收回那些曾被用来刻画他们的符号。

## 扩展阅读
Perry, Justin C.、Kristen S. Vance 和 Janet E. Helms。“在亚裔美国大学生中使用有色人种种族认同态度量表：一项探索性因素分析。”《美国矫正精神病学杂志》79.2（2009 年）：252-260。